# ALICE (Gruppe)
ALICE (koreanisch 엘리스), vormals Elris, ist eine südkoreanische Girlgroup der dritten K-Pop-Generation, die 2017 von Hunus Entertainment ins Leben gerufen wurde.
Die Band besteht aus sieben Mitgliedern: Sohee, Yukyung, Chaejeong, Yeon-je, EJ, Do-A und Karin. Elris debütierten am 1. Juni 2017 mit dem Mini-Album „We, first“.

## Geschichte
Vor dem Debüt der Band traten Sohee und Karin als Teilnehmerinnen in der Reality-Show „K-pop Star 6“ auf.
Das Debütalbum „We, first“, das am 1. Juni 2017 veröffentlicht wurde, enthält fünf Songs, inklusive der gleichnamigen Single, deren Musikvideo über eine Million Klicks auf YouTube erreichte. Das Mini-Album selbst schaffte es auf Anhieb in die Top 10 der koreanischen Charts.
Bereits drei Monate später, am 13. September 2017, erschien das zweite Mini-Album von Elris, „Color Crush“, das sogar auf Platz 4 der Charts landete. Auch die Single-Auskopplung „Pow Pow“ konnte an den Erfolg des ersten Musikvideos anknüpfen.

## Mitglieder
Die Namen und Schreibweisen der Band-Mitglieder sind dem Naver-Profil von Elris entnommen.
- EJ[1]
- Do-A[1]
- Chaejeong
- Yeonje
- Yukyung (유경)
- Sohee (소희)
- Karin (가린)

## Diskografie

### EPs
| Jahr      | Titel Musiklabel                                    | Höchstplatzierung, Gesamtwochen, AuszeichnungChartsChartplatzierungen (Jahr, Titel, Musiklabel, Platzierungen, Wochen, Auszeichnungen, Anmerkungen) | Anmerkungen                                                   |
| Jahr      | Titel Musiklabel                                    | KR | Anmerkungen                                                   |
| --------- | --------------------------------------------------- | --- | ------------------------------------------------------------- |
| als Elris |                                                     | |                                                               |
|           |                                                     | |                                                               |
| 2017      | We, First Hunus Entertainment, LOEN Entertainment   | KR21 (9 Wo.)KR | Erstveröffentlichung: 1. Juni 2017 Verkäufe KR: + 4.344       |
| 2017      | Color Crush Hunus Entertainment, LOEN Entertainment | KR15 (7 Wo.)KR | Erstveröffentlichung: 13. September 2017 Verkäufe KR: + 6.463 |
| 2018      | Summer Dream Hunus Entertainment, Kakao M           | KR15 (7 Wo.)KR | Erstveröffentlichung: 28. Juni 2018                           |
| 2020      | Jackpot Hunus Entertainment, Kakao M                | KR19 (3 Wo.)KR | Erstveröffentlichung: 26. Februar 2020                        |

### Single-Alben
| Jahr      | Titel Musiklabel                           | Höchstplatzierung, Gesamtwochen, AuszeichnungChartsChartplatzierungen (Jahr, Titel, Musiklabel, Platzierungen, Wochen, Auszeichnungen, Anmerkungen) | Anmerkungen                            |
| Jahr      | Titel Musiklabel                           | KR | Anmerkungen                            |
| --------- | ------------------------------------------ | --- | -------------------------------------- |
| als Alice |                                            | |                                        |
|           |                                            | |                                        |
| 2022      | Dance On IOK Company, Kakao Entertainment  | KR67 (1 Wo.)KR | Erstveröffentlichung: 27. Oktober 2022 |
| 2023      | Show Down IOK Company, Kakao Entertainment | KR70 (2 Wo.)KR | Erstveröffentlichung: 29. April 2023   |

### Singles
als Elris
- 2017: We, First (우리 처음)
- 2017: Pow Pow
- 2018: Summer Dream
- 2019: Miss U (그립다)
- 2020: Jackpot

als Alice
- 2022: Power of Love (내 안의 우주)
- 2022: Dance On
- 2023: Show Down
- 2024: Milky Way